# The Great Ray Charles
The Great Ray Charles — второй альбом американского музыканта Рэя Чарльза, выпущенный в 1957 году на лейбле Atlantic Records. Позже был переиздан на CD c бонус треками, в которых было 6 треков из 8 с альбома «The Genius After Hours».

## Список композиций

### Оригинальное издание (LP)
Сторона A
1. «The Ray» (Quincy Jones) — 4:00
2. «My Melancholy Baby» (Ernie Burnett, George A. Norton) — 4:20
3. «Black Coffee» (Sonny Burke, Paul Webster) — 5:32
4. «There’s No You» (Tom Adair, Harold Hopper) — 4:47

Сторона B
1. "Doodlin' (Horace Silver) — 5:54
2. «Sweet Sixteen Bars» — 4:07
3. «I Surrender Dear» (Harry Barris, Gordon Clifford) — 5:08
4. «Undecided» (Sid Robin, Charlie Shavers) — 3:40

### Переиздание 1990-го года
1. «Dawn Ray» — 5:03
2. «The Man I Love» (George Gershwin, Ira Gershwin) — 4:26
3. «Music, Music, Music» (Bernie Baum, Stephen Weiss) — 2:53
4. «Black Coffee» (Burke, Webster) — 5:43
5. «The Ray» (Jones) — 3:55
6. «I Surrender Dear» (Barris, Clifford) — 5:08
7. «Hornful Soul» — 5:29
8. «Ain’t Misbehavin'» (Harry Brooks, Andy Razaf, Fats Waller) — 5:40
9. «Joy Ride» — 4:39
10. «Sweet Sixteen Bars» — 4:06
11. «Doodlin'» (Silver) — 5:53
12. «There’s No You» (Adair, Hopper) — 4:49
13. «Undecided» (Robin, Shavers) — 3:40
14. «My Melancholy Baby» (Burnett, Norton) — 4:22

## Участники записи
- Рэй Чарльз — челеста, фортепиано
- David Newman — Alto Saxophone, Tenor Saxophone
- Emmott Dennis — Baritone Saxophone
- Oscar Pettiford, Roosevelt Sheffield — бас-гитара
- Joe Harris (3), William Peeples — ударные
- Joseph Bridgewater — Soloist(Trumpet)
- Joseph Bridgewater, John Hunt — Trumpet
- Earl Brown*, Том Дауд — звукоинженер (запись)
- Marvin Isreal — дизайн (обложка)
- Lee Friedlander — Photography (фото для обложки)
- Джерри Векслер, Несухи Эртегюн — Supervised